# باغ کویشیکاوا

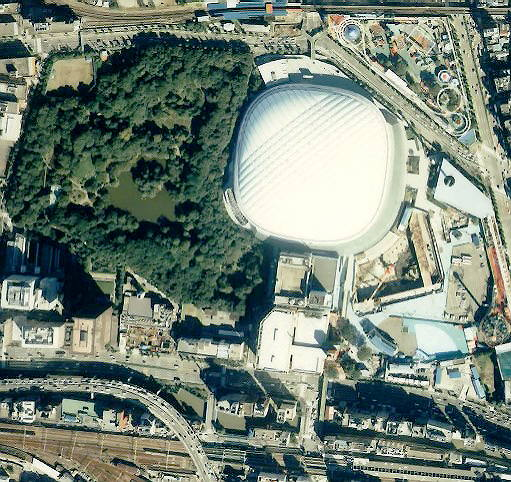
عمارت اربابی قلمرو میتو که امروزه به باغ کویشیکاوا تبدیل شده و در نزدیکی توکیو دم است

باغ کویشیکاوا (به ژاپنی: 小石川後楽園 こいしかわこうらくえん)، یکی از پارک‌های توکیو پایتخت ژاپن است.

## محل سکونت ارباب قلمرو میتو
آخرین شوگون توکوگاوا یوشینوبو در محل سکونت خاندان ارباب قلمرو میتو در کویشیکاوا، ادو متولد شد. این مکان در اطراف گنبد توکیو فعلی (بخش بونکیو، توکیو) قرار دارد و باغ یک ارباب فئودال به نام کویشیکاوا کوراکوئن هنوز هم پابرجاست.

## رسیدن به پارک
- متروی توئی، خط اوادو، ایستگاه ایداباشی (E06) در خروجی C3. از ایستگاه تا پارک دو دقیقه پیاده راه است.[۲]
- جی آر، خط چوئو-سوبو، ایستگاه ایداباشی در خروجی شرقی. از ایستگاه تا پارک ۸ دقیقه پیاده راه است.

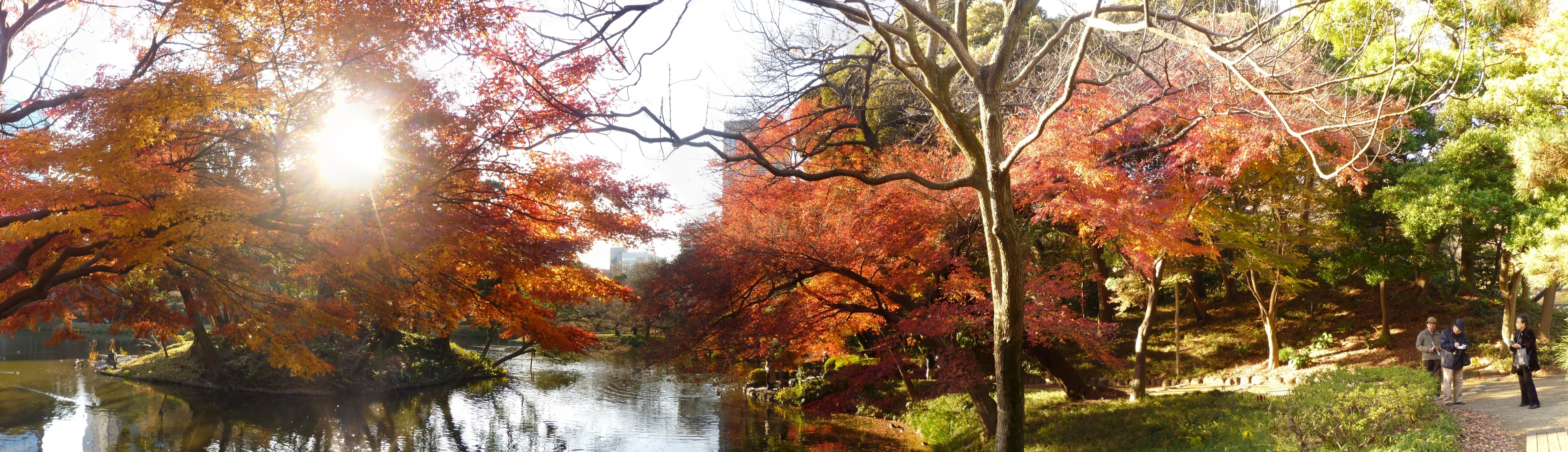
پاییز در باغ کوایشیکاوا، در منطقهٔ بونکئو.